# Gonzalo Valdivia
Gonzalo Alejandro Valdivia (Posadas, 5 aprile 2001) è un calciatore argentino, difensore del Mitre (SdE) in prestito dalla Platense.

## Caratteristiche tecniche
Gioca come terzino sinistro.

## Carriera
Cresciuto nel settore giovanile della Platense, Valdivia ha firmato il suo primo contratto professionistico con il club argentino il 9 giugno 2022. Ha debuttato in prima squadra il 14 marzo 2023 nell'incontro di Primera División pareggiato 1-1 contro il Vélez Sarsfield ed il 14 maggio 2023 ha segnato il suo primo gol nel successo per 3-0 sul Racing Club.

## Statistiche

### Presenze e reti nei club
Statistiche aggiornate al 2 aprile 2024.
| Stagione        | Squadra         | Campionato      | Campionato | Campionato | Coppe nazionali | Coppe nazionali | Coppe nazionali | Coppe continentali | Coppe continentali | Coppe continentali | Altre coppe | Altre coppe | Altre coppe | Totale | Totale | Totale |
| Stagione        | Squadra         | Comp            | Pres       | Reti       | Comp            | Pres            | Reti            | Comp               | Pres               | Reti               | Comp        | Pres        | Reti        | Pres   | Reti   |        |
| --------------- | --------------- | --------------- | ---------- | ---------- | --------------- | --------------- | --------------- | ------------------ | ------------------ | ------------------ | ----------- | ----------- | ----------- | ------ | ------ | ------ |
| 2023            | Platense        | PD              | 7          | 1          | CA+CdL          | 1+6             | 0               |                    | -                  | -                  |             | -           | -           | 14     | 1      |        |
| 2024            | Platense        | PD              | 0          | 0          | CA+CdL          | 0+4             | 0               |                    | -                  | -                  |             | -           | -           | 4      | 0      |        |
| Totale carriera | Totale carriera | Totale carriera | 7          | 1          |                 | 11              | 0               |                    | -                  | -                  |             | -           | -           | 18     | 1      |        |